# Gregory Frazier
Gregory Frazier (Richmond, Indiana, 1947) és escriptor i activista crow. Graduat en economia, també ha recorregut bona part del país en motocicleta i ha participat en diversos documentals. És cap de l'ONG Indians For United Social Action, Inc per a ensenyar les tradicions índies. Autor d'Urban indians: drums from the cities (1993), The smoke signals (1989), The American indian index: a directory of indian country, USA (1985) i altres.